# Kabeirové

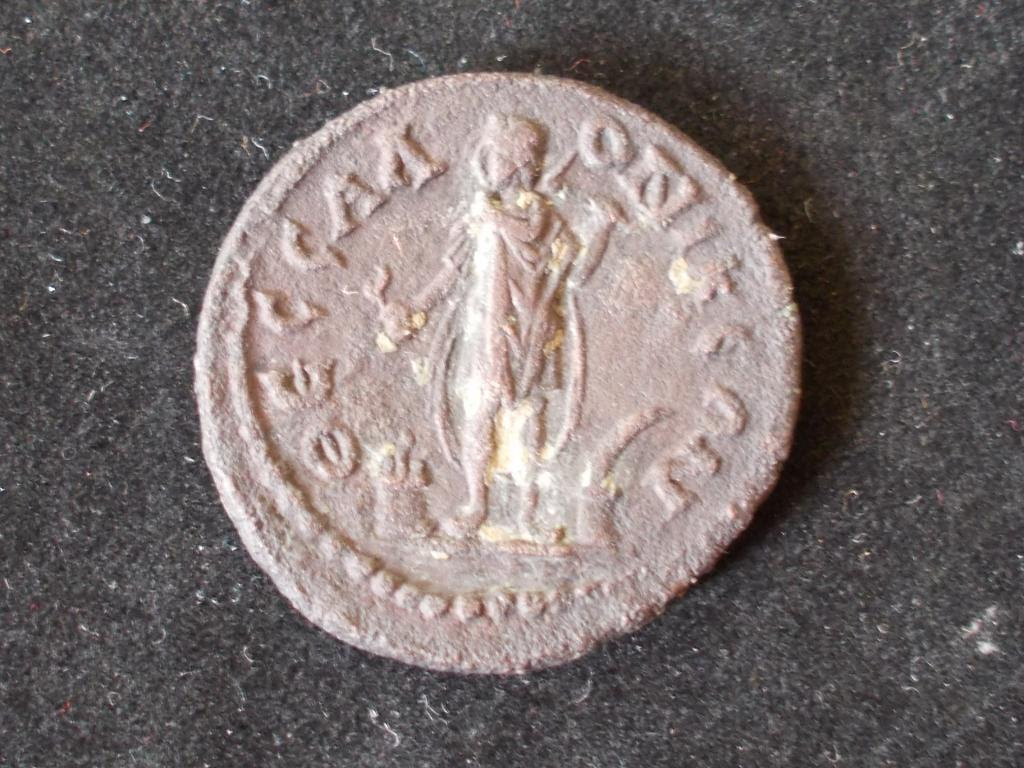
Římská mince s podobiznou Kabeira ražená v Tesalonice

Kabeirové (řecky Κάβειροι, Kabeiroi) jsou záhadná řecká podzemní božstva pravděpodobně foinického nebo egyptského původu (jejich název může mít spojitost se semitským náboženstvím). Společně s Matkou-bohyní byli uctíváni již v raných dobách řecké kultury. Podle pozdější tradice jsou považováni za syny boha Héfaista s Kabeirou a dcery mořského boha Prótea. Sami byli uctívaní jako mořská božstva a byli dobrotiví k plavcům. Jsou spojováni také s ohněm a metalurgií. Aischylos podle nich pojmenoval jednu ze svých her, která se dodnes nedochovala, a Kabeirové jsou v ní popisováni jako velcí pijáci vína.
Jejich kult se na pevninském Řecku objevuje v Thébách, dále v Thrákii (Seuthopolis) a v Malé Asii. Velkými centry jejich kultu byly ale především severoegejské ostrovy Samothraké, Lesbos a Lémnos. Na Samothraké byli uctíváni Axiokersos a Kadmilos; tam vznikla mystéria, jimž různí vládci přáli, takže sbor zasvěcených byl velmi početný. Účastníci mystérií nosili purpurovou stužku, symbol těchto podzemních bohů, aby je ochraňovala před nebezpečím při plavbě.
V Athénách se objevují v pátém století a poprvé se o nich zmiňuje ve svých Dějinách (II 51.1) historik Hérodotos. Později se jejich kult sblížil s kultem bohyně Démétry, a proto byly ctěny i Kabeirové-ženy (vytvořeny byly také sbory kabeirských nymf).
Velkého rozšíření dosáhl jejich kult po období vlády Alexandra Velikého na konci 4. století před n. l., přesto o něm víme jen málo. V pozdější době byl přejat i Římany a rozšířen i v celé říši římské.